# Aït-Smail
Aït-Smail è un comune dell'Algeria, situato nella provincia di Béjaïa.